# Port lotniczy Drake Bay
Port lotniczy Drake Bay (ang. Drake Bay Airport, IATA: DRK, ICAO: MRDK) – port lotniczy zlokalizowany w kostarykańskiej miejscowości Drake Bay.